# Vatica parvifolia
Vatica parvifolia är en tvåhjärtbladig växtart som beskrevs av Peter Shaw Ashton. Vatica parvifolia ingår i släktet Vatica och familjen Dipterocarpaceae. Inga underarter finns listade i Catalogue of Life.